# Dobrelji
Dobrelji är en ort i Bosnien och Hercegovina.   Den ligger i entiteten Republika Srpska, i den södra delen av landet, 90 km söder om huvudstaden Sarajevo. Dobrelji ligger 953 meter över havet och antalet invånare är 281.
Terrängen runt Dobrelji är kuperad åt sydost, men åt nordväst är den platt.Runt Dobrelji är det ganska tätbefolkat, med 62 invånare per kvadratkilometer.. Närmaste större samhälle är Gacko, 10,1 km nordväst om Dobrelji. 
Trakten runt Dobrelji består till största delen av jordbruksmark.